# Močová inkontinence
Močová inkontinence či laicky pomočování je vůlí neovladatelný únik moči z těla. Často je dočasná a téměř vždy vyplývá z aktuálního zdravotního stavu.
V tomto článku termín „inkontinence“ je použit ve významu „močová inkontinence“. Existuje též fekální inkontinence.

## Močová inkontinence u žen
Inkontinence je u žen dvakrát častější než u mužů. Tento rozdíl je způsoben těhotenstvím a porodem, menopauzou, i strukturou ženského močového traktu. Ale ženy i muži obecně se mohou stát inkontinentními pro neurologický úraz, vrozené defekty, mozkovou mrtvici, sklerózu multiplex a fyzické aspekty spojené se stárnutím.
Zatímco močová inkontinence postihuje více starší než mladší ženy, počátek inkontinence není nutně spojen s věkem. Inkontinence je léčena a často je léčitelná v každém věku. Lidé s inkontinencí mohou mít rozpaky mluvit o svém problému. Inkontinence u žen se obvykle vyskytuje pro problémy se svaly, které pomáhají zadržovat nebo uvolňovat moč. Tělo skladuje moč – vodu a odpady vyloučené ledvinami – v močovém měchýři, což je orgán podobný balonu. Měchýř je napojen na močovou trubici, kterou moč opouští tělo.
Během močení se svaly ve stěně měchýře kontrahují (stahují), tlačíce moč ven z měchýře do močové trubice. Současně svaly svěrače kolem močové trubice relaxují (uvolňují se) a nechávají moč odcházet ven z těla. Inkontinence se objeví, když svaly měchýře se nečekaně kontrahují nebo svaly kolem močové trubice se nečekaně uvolní (relaxují).

## Typy inkontinence

### Stresová inkontinence
Stresová inkontinence je inkontinence, která je způsobená činnostmi jako kašel, smích, kýchání, cvičení nebo jiné pohyby, které zvyšují intraabdominální (nitrobřišní) tlak a tím i tlak na měchýř. Fyzické změny pocházející z těhotenství, porodu a menopauzy často způsobují stresovou inkontinenci. Je to nejčastější forma inkontinence u žen a je léčitelná.
Měchýř je podporován svaly pánevního dna. Když tyto svaly slábnou, měchýř se může posunout dolů, lehce ven z dna pánve, tlače na vaginu. To brání svalům, které obvykle drží močovou trubici uzavřenou, aby byly sevřené co nejpevněji. Proto může moč vytéci do močové trubice během momentů fyzického stresu. Stresová inkontinence se též vyskytne, když slábnou svaly kolem močové trubice.
Stresová inkontinence se může zhoršit během týdne před menstruací. Tehdy snížená hladina estrogenu může vést k nižšímu svalovému tlaku kolem močové trubice, zvyšujíc pravděpodobnost vytékání. Výskyt stresové inkontinence se zvyšuje po menopauze.

### Urgentní inkontinence
Urgentní inkontinence je nechtěná ztráta moči vyskytující se bez zjevné příčiny při náhlé potřebě močit. Nejčastější příčina urgentní inkontinence jsou nepřiměřené kontrakce měchýře.
Experti popisují tento měchýř jako „nestabilní“, „spastický“ (křečovitý) nebo „hyperaktivní“. Může být použit i termín „reflexní inkontinence“, rezultuje-li z hyperaktivních nervů kontrolujících měchýř.
Pacienti s urgentní inkontinencí mohou trpět inkontinencí během spánku, po vypití většího množství vody, když se dotknou vody nebo slyší ji téct (např. když se myje nádobí nebo se někdo sprchuje).
Nechtěné pohyby svalů měchýře se mohou vyskytnout v důsledku poškození nervů měchýře, nervového systému (míchy a mozku), nebo samotných svalů. Poškodit nervy nebo svaly měchýře může i roztroušená skleróza, Parkinsonova nemoc, Alzheimerova nemoc, mozková mrtvice, či úraz (včetně úrazu během operace).

### Reflexní inkontinence
Lidé s funkcionální inkontinencí mohou mít problémy s myšlením, pohybem nebo komunikací, které jim zabrání se včas dostat na toaletu. Např. osoba s Alzheimerovou nemocí si může nedostatečně plánovat použití toalety. Osobě na invalidním vozíku může cesta na toaletu trvat déle. Podobné stavy jsou často spojeny s věkem a způsobují některé inkontinence starších osob v ústavech.

### Inkontinence z přeplnění
Inkontinence z přeplnění se vyskytne, když pacientův měchýř je vždy plný, a proto často propouští moč. Tento typ inkontinence může být způsoben slabými svaly měchýře nebo blokovanou močovou trubicí. Nervové poškození z cukrovky nebo jiné nemoci mohou způsobit slabé svaly měchýře a tumory, nebo mohou močovou trubici blokovat močové kameny. U žen se inkontinence z přeplnění vyskytuje zřídka.

### Jiné typy inkontinence
Stresová a náhlá inkontinence se často vyskytují u žen společně. Kombinace inkontinence – a tato kombinace zvlášť – se někdy označují jako „smíšená inkontinence“.
„Přechodná inkontinence“ je dočasná verze inkontinence. Může být způsobena léky, infekcemi močového traktu, mentální poruchou, omezenou mobilitou a zaklíněním stolice (silnou zácpou), která může tlačit na močový trakt a blokovat vytékání.

## Diagnostika inkontinence
Pacienti s inkontinencí by měli navštívit specialistu v oboru. Urologové se specializují na močový trakt a někteří urologové se dále specializují na ženský močový trakt. Gynekologové a porodníci se specializují na ženský reprodukční trakt a porod. Urogynekolog se soustřeďuje na urologické problémy žen. Obvodní doktoři a internisté prohlížejí pacienty pro všechny typy problémů a mohou pacienta doporučit danému specialistovi.
Pečlivý záznam historie je podstatný zvlášť v případech vypouštění a přetékání moči, protože naznačuje typ inkontinence. Jiné důležité ukazatele zahrnují napínání a neklid, použití léků, nedávnou operaci a nemoc.
Fyzikální vyšetření se soustředí na pozorování medicínských znaků způsobujících inkontinenci jako jsou tumory blokující močový trakt, zaklínění stolice a slabé reflexy nebo vnímání, což může být důkazem nervové příčiny.
Často prováděný test je měření objemu měchýře a reziduální (zbylé) moči na důkaz slabě fungujících svalů měchýře.
Jiné testy:
- Stresový test – pacient relaxuje, pak silně kašle a doktor kontroluje ztrátu moče.
- Rozbor moči (urinalýza) – moč je testována na důkaz infekce, močových kamenů, nebo podobných vad.
- Krevní testy – odebraná krev se pošle do laboratoře a hledají se substance související s inkontinencí.
- Ultrazvuk – zvukové vlny se používají na „pozorování“ ledvin, močovodů, měchýře a močové trubice.
- Cystoskopie – tenká rourka s malou kamerou se vloží do močové trubice a zaznamená vnitřek močové trubice a měchýře.
- Urodynamika – různé techniky měří tlak v měchýři a proud moči.

Pacienti jsou často požádáni vést si deník na 1 den nebo víc (až týden) na záznam případů vytékání; zapisují časy a množství produkované moči.

## Nejčastější příčiny vzniku inkontinence
- oslabení svalů pánevního dna – porod, vyšší věk, obezita, namáhavá práce
- zvětšení prostaty
- infekce močových cest
- úrazy spojenými s poraněním míchy

- cukrovka

## Léčba inkontinence

### Cvičení
Kegelovy cviky na posílení nebo trénink svalů pánevního dna a svalů svěrače mohou redukovat nebo vyléčit stresové vytékání. Tato cvičení jsou i vyučována školenými experty/expertkami. Většina Kegelových cvičení nevyžaduje vybavení; jedna technika zahrnuje použití oválných kuliček, určených k tomuto účelu. U těchto cvičení žena stojí a drží kuličku ve své pochvě. Hmotnost použitých kuliček se pak zvyšuje, dokud svaly nejsou patřičně posíleny.

### Elektrická stimulace
Dávky slabých elektrických impulsů mohou posílit svaly dolní pánve podobným způsobem jako cvičení svalů. Elektrody jsou dočasně umístěny na podbřišek, příp. do pochvy či konečníku, a stimulují okolní svaly. To stabilizuje hyperaktivní svaly a stimuluje kontrakce svalů močové trubice. Elektrická stimulace může být použita na redukci stresové i náhlé inkontinence.

### Biofeedback
Biofeedback (biologická zpětná vazba) používá měřící přístroje na pomoc pacientovi uvědomit si fungování těla. Použitím elektronických zařízení nebo deníků na sledování, když se svaly měchýře a močové trubice kontrahují, lze nad těmito svaly získat kontrolu. Biofeedback může být použit při cvičeních pánevních svalů a elektrické stimulaci na zmírnění stresové a náhlé inkontinence.

### Časované močení a trénink měchýře
Jde o techniky používající biofeedback. Při časovaném močení se zapisují časy normálního močení a nechtěného vytékání, a na základě těchto údajů lze naplánovat pravidelné častější močení předcházející inkontinenci. Tyto techniky jsou efektivní pro náhlou a „přetékající“ inkontinenci.

### Léky
Léky mohou redukovat mnoho typů přetékání. Některé léky inhibují (utlumují) kontrakce hyperaktivního měchýře. Jiné uvolňují svaly, což vede ke kompletnějšímu vyprázdnění měchýře během močení. Některé léky posilují svaly u krku měchýře a močové trubice, a zabraňují tak přetečení. Jiné, zejména hormony jako estrogen, pravděpodobně podporují normální funkci svalů zapojených do močení.
Některé z těchto léků mohou mít škodlivé vedlejší efekty, používají-li se delší dobu. Zvláště estrogenová terapie byla spojena se zvýšeným rizikem nádorů prsou a endometria (děložní sliznice). Rizika a výhody delšího užívání léků nutno konzultovat s doktorem.

### Pesar (vaginální vložka)
Pesar je tvrdý prstenec, který je vložen do pochvy, kde tlačí proti její stěně a udržuje uretrovesikální junkci (spojení) v žádané pozici, což vede k menšímu stresovému úniku. Použití pesaru vyžaduje pravidelné kontroly u lékaře z důvodu možné vaginální infekce, infekce močového traktu a výskytu otlaků (dekubitů).

### Implantáty
Implantáty jsou substance vstříknuté do tkání kolem močové trubice. Implantát přidává objem a pomáhá uzavřít močovou trubici a redukovat stresovou inkontinenci. Používá se kolagen (vláknitá přírodní tkáň z krav), tuk z pacientova těla, silikon nebo teflon. Jsou vstříknuty lékařem během asi 30 minut za použití lokální anestézie. Nejde o dlouhodobé řešení; injekce musejí být po čase opakovány, protože tělo substance pomalu vylučuje. Před aplikací kolagenu musí lékař provést kožní test jako prevenci možné alergické reakce.

### BioCon-2000
Tato metoda využívá magnetické stimulace. Jde o neinvazivní a bezkontaktní metodu, při které jsou – na speciálním křesle – posilovány a regenerovány svaly pánevního dna.[zdroj⁠?!]

### Chirurgie
Lékaři obvykle navrhnou operaci na zmírnění inkontinence jen po neúspěšném vyzkoušení jiných způsobů léčby. Operace mají vysokou úspěšnost.
Většina stresové inkontinence pramení ze sesunu měchýře dolů. Proto obvyklá operace zahrnuje jeho přesun do hornější pozice. Chirurg provede řez v břišní oblasti, posune měchýř výše a zajistí jej vláknem připevněným ke svalu, šlaše nebo kosti.
Ve vážných případech stresové inkontinence může chirurg zajistit měchýř širokou páskou. To nejen fixuje měchýř, ale též svírá dno měchýře a vrch močové trubice pro další prevenci přetékání.
Někdy chirurg implantuje umělý svěrač, kruhový vak, který ovine močovou trubici. Tekutina naplní a rozšíří vak, který udržuje močovou trubici uzavřenou. Stiskem ventilu implantovaného pod kůží je možno umělý svěrač uvolnit.

### Katetrizace (cévkování)
Je-li inkontinence způsobena tím, že měchýř nejde kompletně vyprázdnit („přetékající“ inkontinence) nebo měchýř nejde vyprázdnit pro slabé svaly, prodělanou operaci nebo úraz míchy, je nutno použít pro vyprázdnění měchýře katétr (cévku) na odvod moči. Katétr je rourka, kterou lze zavést přes močovou trubici do měchýře. Katétry mohou být použity jednou nebo na konstantní bázi, kdy se rourka napojí na sběrnou nádobu, kterou lze upevnit na tělo. Je-li katétr používán (nebo zaveden) dlouhodobě, je nutno kontrolovat případné infekce močového traktu.

## Inkontinenční pomůcky
Inkontinenční pomůcky používají inkontinentní jako ochranu před nežádoucím únikem moči (pomočení oblečení), zejména před únikem moči na veřejnosti. Osoba, která pomůcky používá, získává pocit jistoty a bezpečí. Moderní inkontinenční pomůcky jsou velmi diskrétní. Maximálně se přizpůsobují tvaru těla a nešustí pod oblečením. Výběr pomůcky je závislý na stupni inkontinence pacienta (stupeň inkontinence stanovuje lékař při vyšetření).

### Lehký stupeň inkontinence
Při úniku několika kapek moči se používají inkontinenční vložky. Existují verze pro ženy i pro muže. Jsou anatomicky tvarované, přizpůsobí se tvaru pohlavních orgánů. Při jejich výběru je vhodné sledovat savost produktu, která je jedním z nejdůležitějších parametrů.

### Střední až těžký stupeň inkontinence
Při středním až těžkém úniku moči slouží inkontinenční plenkové kalhotky; existují v navlékací a zalepovací verzi. Navlékací slouží spíše pro aktivní pacienty. Vypadají a navlékají se jako spodní prádlo. Při těžkém stupni inkontinence se používají plenkové kalhotky zalepovací, které vypadají jako dětské papírové plenky. Zalepovací kalhotky jsou vhodné též pro dlouhodobě ležící pacienty nebo pro použití v noci. Oba druhy plenkových kalhotek se volí podle obvodu boků pacienta a podle savosti, kterou daná osoba potřebuje.